# Mokoia
Mokoia – wyspa położona na jeziorze Rotorua w Nowej Zelandii. Powierzchnia wyspy to 1,35 km². Wyspa stanowi ryolitową kopułę wulkaniczną wznoszącą się 180 m powyżej powierzchni jeziora.

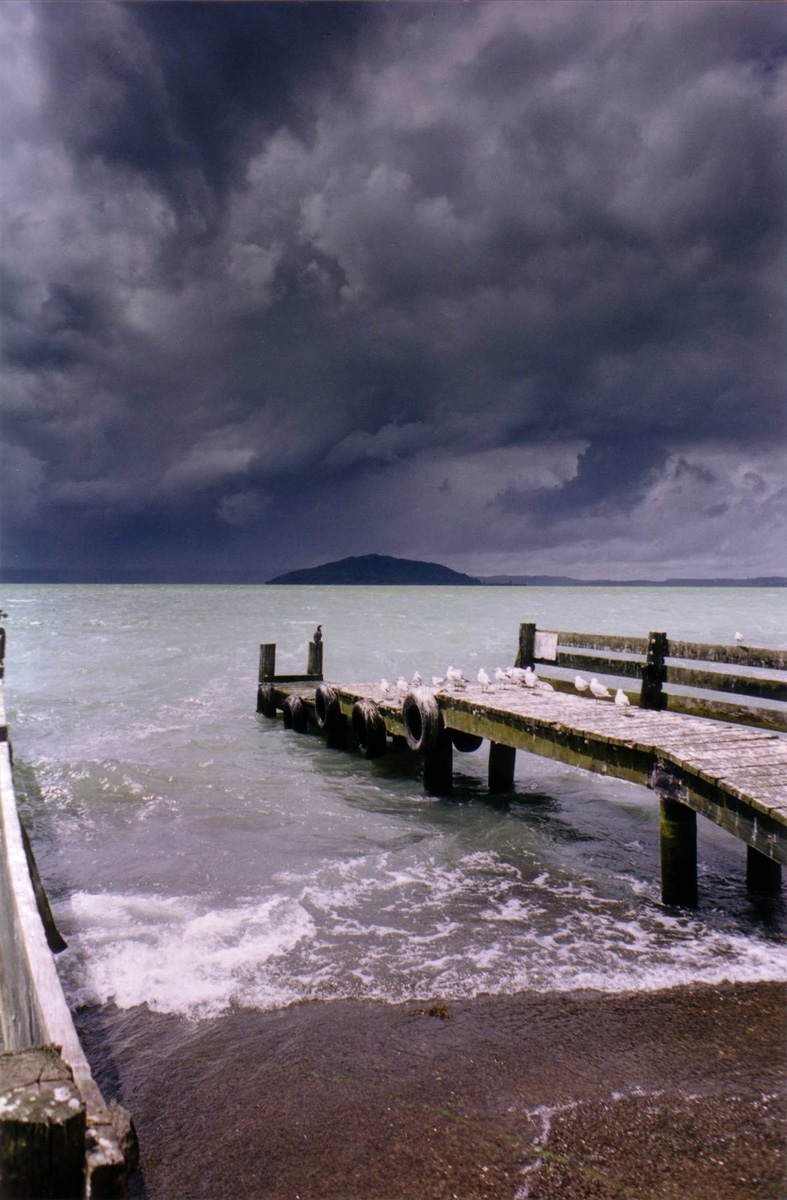
Wyspa Mokoia widziana od południa